# Герб Кабардино-Балкарии
Герб Кабардино-Балкарской Республики является государственным символом Республики Кабардино-Балкария. Принят Парламентом Республики 21 июля 1994 года. В Государственном геральдическом регистре Российской Федерации значится под № 147.

## Описание
Герб Кабардино-Балкарской Республики представляет собой изображение золотого (жёлтого) орла в червленом (красном) поле щита; глаз орла — лазоревый (синий, голубой). На груди орла — малый пересеченный щит, вверху — изображение серебряной (белой) горы о двух вершинах в лазоревом (синем, голубом) поле, внизу — золотой (жёлтый) трилистник с продолговатыми листами в зелёном поле.

## История

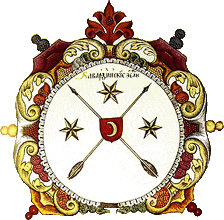
Герб Кабарды в «Титулярнике» Алексея Михайловича

Старейшее изображение герба Кабарды содержится в Царском титулярнике 1672 года. Герб состоит из расположенного на белом поле червлёного (красного) щитка с обращённым вправо полумесяцем, находящегося поверх перекрещенных стрел, между ними — три шестиугольные звезды. В дальнейшем основная поверхность щита приобретёт синий (лазоревый) цвет, такой вид кабардинский герб имеет уже на грамотах Петра I. Цвет полумесяца, стрел и звёзд в то время варьировался от жёлтого (золотого) до белого (серебряного), также известны варианты с золотым щитком и червлёным полумесяцем. В «Историческом словаре российских государей…» И.Нехачина (1793 г.) и в проекте большого герба Российской империи 1800 г. герб Кабарды выглядит следующим образом: на лазоревом поле расположен перекрещённые серебряные стрелы, между которых расположены серебряные же шестиугольные звёзды, поверх них — красный щиток с серебряным полумесяцем. В описании титульного кабардинского герба 1857 года щиток уже золотой с червлёным полумесяцем. Титульный герб Кабарды входил в состав герба Грузинского царства на большом гербе Российской империи.
В то же время, у балкарцев долгое время не было своих национальных символов, в том числе и герба.
С 1860 года территория современной Кабардино-Балкарской Республики входила в состав Нальчикского округа Терской области. С 1920 года она входила в состав Кабардинского и Балкарского округов Автономной Горской Социалистической Советской Республики, законодательно утверждённой 20 января 1921 года декретом ВЦИК. Но уже 10 июня 1921 года 4-й съезд Советов Кабардинского округа высказался за создание отдельной Кабардинской автономной области, что и было сделано в ходе принятия декрета ВЦИК 1 сентября 1921 года. 16 января следующего года из Горской АССР был выделен Балкарский округ, и объединён в единую Кабардино-Балкарскую Автономную Область в составе Юго-Восточного края (с 1924 года — Северо-Кавказского) РСФСР. Никаких сведений о гербе Горской АССР нет, а округа АССР гербов не имели.
5 декабря 1936 года по новой Конституции СССР Кабардино-Балкарская Автономная Область была преобразована в Кабардино-Балкарскую АССР и выведена из состава Северо-Кавказского края. 24 июня 1937 года Чрезвычайный 10-й съезд Советов КБАССР принял Конституцию данной республики, в статье X которой были описаны герб и флаг:

Статья 111. Государственным гербом Кабардино-Балкарской Автономной Советской Социалистической Республики является государственный герб Р.С.Ф.С.Р., который состоит из изображения золотых серпа и молота, помещенных крест на крест, рукоятками книзу, на красном фоне в лучах солнца и в обрамлении колосьев с надписью „Р.С.Ф.С.Р.“ и „Пролетарии всех стран, соединяйтесь!“ на русском, кабардинском и балкарском языках, с добавлением под надписью „Р.С.Ф.С.Р.“ буквами меньшего размера надписи „Кабардино-Балкарская А.С.С.Р.“ на русском, кабардинском и балкарском языках.
К моменту принятия герба КБАССР кабардино-черкесская (равно как и адыгейская) письменность уже перешла с латиницы на кириллицу, в то время как карачаево-балкарский алфавит оставался латинским. Однако уже 26 июля 1938 года в связи с постановлением Верховного совета КБАССР балкарский язык переходил на кириллическую письменность. Оба этих фактора отразились и на гербе КБАССР.
После освобождения Кабардино-Балкарии Красной армией от нацистской оккупации балкарское население, подозревавшихся в коллаборационизме, было депортировано, и КБАССР была преобразована в Кабардинскую АССР, и, соответственно, надпись «Пролетарии всех стран, соединяйтесь!» на балкарском была убрана.
24 ноября 1956 года ЦК КПСС принял постановление «О восстановлении национальной автономии калмыцкого, карачаевского, балкарского, чеченского и ингушского народов», и балкарцы вернулись на родину, соответственно, была восстановлена и КБАССР, и её символика. Восстановление КБАССР было утверждено указом Президиума Верховного совета СССР от 9 января 1957 года, а герб был принят 29 марта того же года, хотя и с незначительным изменением: карачаево-балкароязычное слово карач.-балк. балкъар в названии республики было заменено на карач.-балк. малкъар.
В 1977 году в СССР была принята новая Конституция, а 26 мая 1978 года Внеочередная 8-я сессия Верховного Совета КБАССР приняла новую Конституцию КБАССР, описание герба было указано в 157 статье основного закона АССР. Над щитом была добавлена пятиконечная красная звезда.
31 января 1991 года Верховный совет КБАССР принял Декларацию о государственном суверенитете, и вместо КБАССР была провозглашена Кабардино-Балкарская ССР в составе РСФСР, что, однако, не нашло отражение на гербе. 10 марта 1992 года она была переименована в Кабардино-Балкарскую республику, и 21 июля 1994 года был принят её герб. Однако 18 февраля 1997 года в результате постановления парламента республики в описание герба были внесены незначительные изменения: были уточнён окрасы орла, до этого не упоминавшийся, кроме того, вариация фонов щита (помимо красного, были предусмотрены бронзовый и чёрный цвет) была отменена в пользу красного фона.

## Галерея

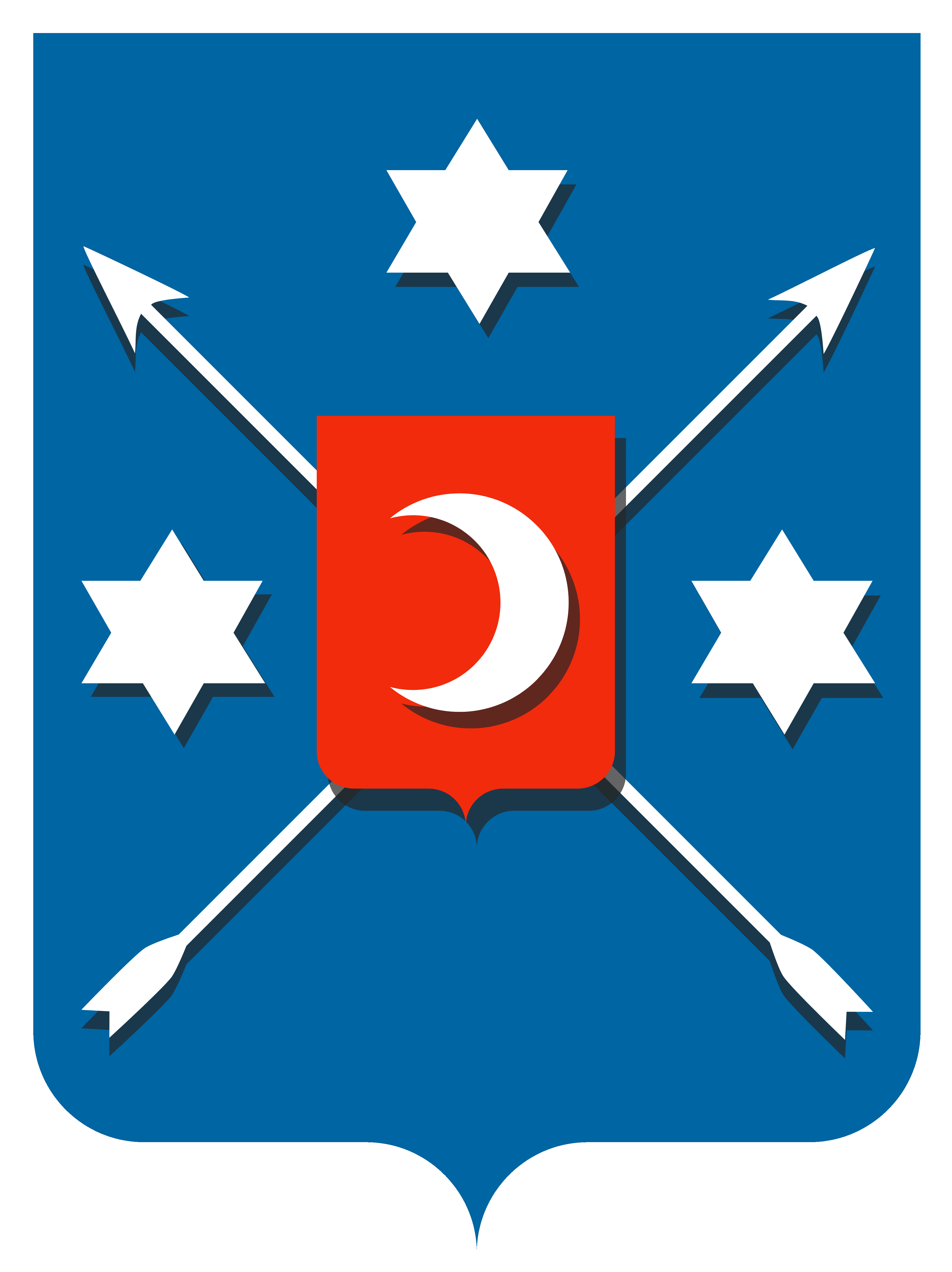
Герб Кабарды
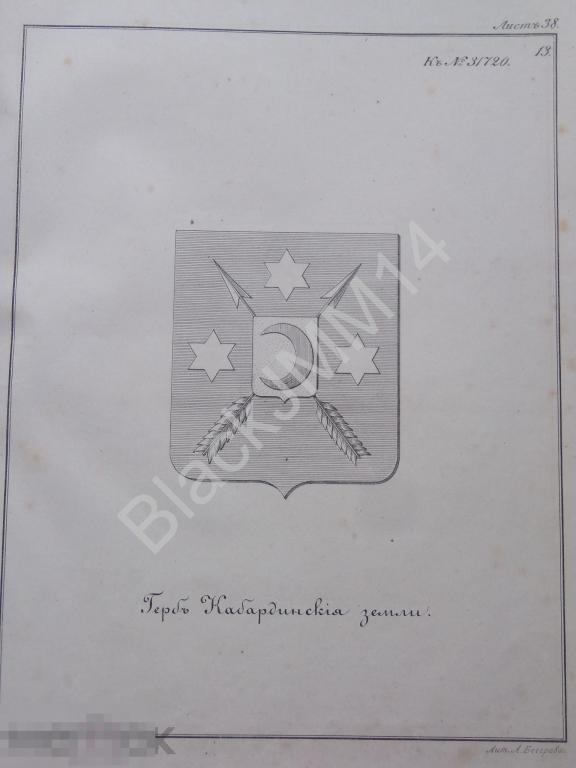
Титульный герб кабардинских земель, чертёж к «Подробным описаниям государственного герба, государственной печати и гербов членов Императорского Дома», 1857 год
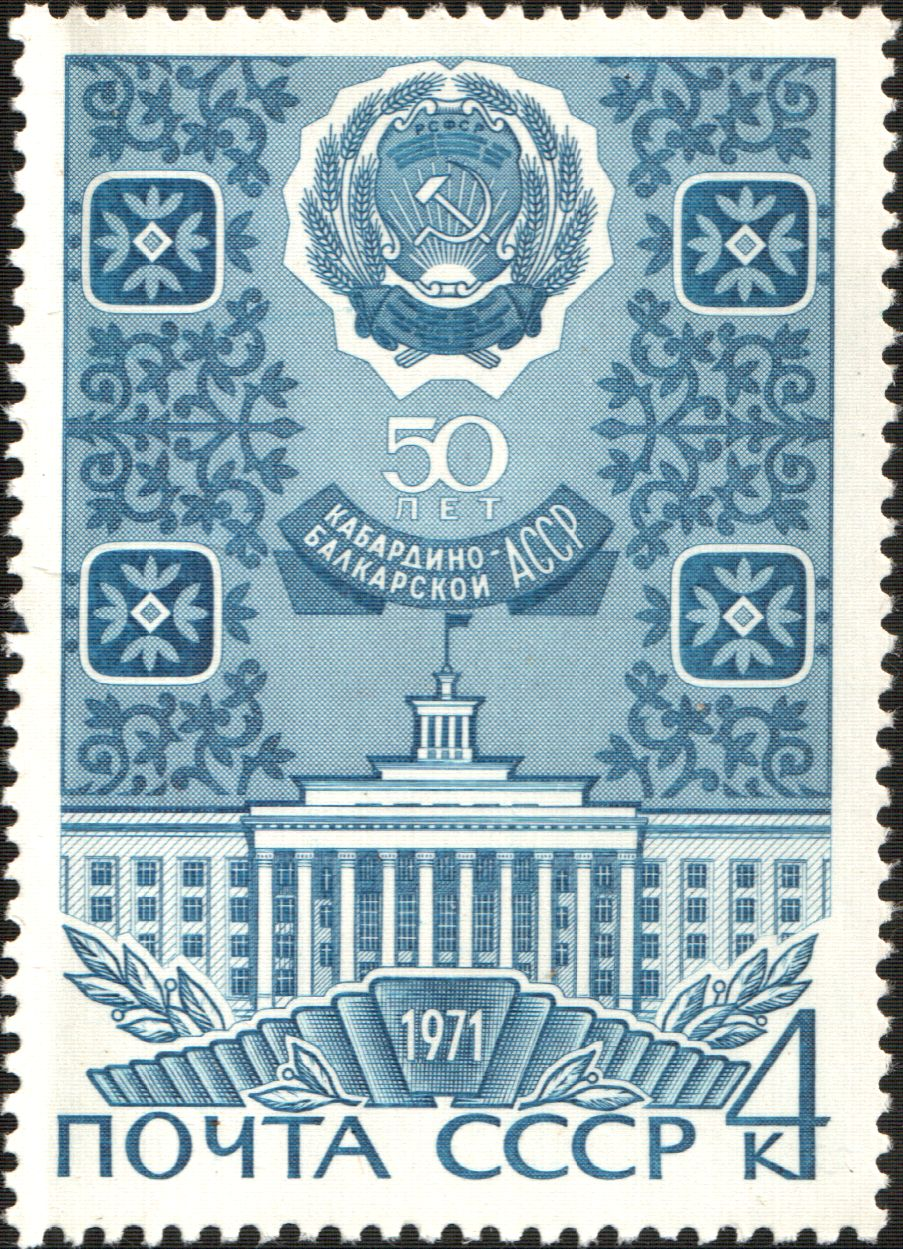
Марка 1971 года, посвящённая 50-летию КБАССР, приведён герб 1957 года.
Герб КБАССР образца 1978 года